# لبنان في الألعاب الأولمبية الشتوية 1972
شاركت لبنان في دورة الألعاب الأولمبية الشتوية لعام 1972، والتي أقيمت في مدينة سابورو في اليابان خلال الفترة من 3 فبراير (شباط) 1972، وحتى 13 فبراير (شباط) 1972 بمُشاركة 1008 رياضي من 35 دولة بينهم 802 لاعب في منافسات الرجال، و206 لاعبة في منافسات السيدات، وتنافسوا في 6 رياضات خلال 35 منافسة. كانت هذه هي المُشاركة السابعة للبنان في بطولة الألعاب الأولمبية الشتوية منذ إنشائها، ولم تتمكّن لبنان خلال منافسات هذه النُسخة من البطولة من حصد أيّة ميداليات.

## الميداليات
لم يتمكّن لاعبو لبنان من حصد أية ميداليات خلال منافسات النُسخة الحادية عشرة من بطولة دورة الألعاب الأولمبية الشتوية في عام 1972.

## اللاعبون المُشاركون
شاركت لبنان في منافسات النُسخة الحادية عشرة من بطولة دورة الألعاب الأولمبية الشتوية عام 1972 بلاعب واحد فقط في منافسات رياضة التزلج على الجليد. ويوضح الجدول التالي أسماء اللاعبين المُشاركين من لبنان في هذه النُسخة من البطولة:
| اسم اللاعب المُشارك | اللعبة                                  |
| ------------------ | --------------------------------------- |
| غسان كيروز         | وصلة=\|بديل=\|30x30بك التزلج على الجليد |

## النتائج

### منافسات التزلج على الجليد

#### سباق التعرج العملاق
| رياضي      | سباق 1  | سباق 1 | سباق 2  | سباق 2 | إجمالي  | إجمالي |
| رياضي      | وقت     | مرتبة  | وقت     | مرتبة  | وقت     | مرتبة  |
| ---------- | ------- | ------ | ------- | ------ | ------- | ------ |
| غسان كيروز | 2:05.10 | 54     | 2:11.20 | 45     | 4:16.30 | 45     |

#### سباق التزلج المتعرج
| رياضي      | التصنيف | التصنيف | النهائيات      | النهائيات | النهائيات | النهائيات | النهائيات      | النهائيات |
| رياضي      | الوقت   | الترتيب | سباق 1         | سباق 1    | سباق 2    | سباق 2    | إجمالي         | إجمالي    |
| رياضي      | الوقت   | الترتيب | وقت            | مرتبة     | وقت       | مرتبة     | وقت            | مرتبة     |
| ---------- | ------- | ------- | -------------- | --------- | --------- | --------- | -------------- | --------- |
| غسان كيروز | 2:10.04 | 6       | لم يُكمل السباق | –         | –         | –         | لم يُكمل السباق | –         |